# Margherita Zalaffi
Margherita Zalaffi (* 7. April 1966 in Siena) ist eine ehemalige italienische Fechterin.

## Erfolge
Margherita Zalaffi erzielte sämtliche internationalen Erfolge im Mannschaftswettbewerb. Sie focht zunächst mit dem Florett, ehe sie im Laufe ihrer Karriere auf den Degen wechselte. Mit dem Florett wurde sie 1990 in Lyon und 1991 in Budapest Weltmeisterin und gewann darüber hinaus eine Silbermedaille und zwei Bronzemedaillen. Mit dem Degen gewann sie 2001 in Nîmes Bronze. Bei Europameisterschaften sicherte sie sich 1999 in Bozen mit dem Degen den Titel. Zalaffi nahm an fünf Olympischen Spielen teil. 1984 in Los Angeles belegte sie Rang 15 im Einzel, während sie mit der Mannschaft als Vierte knapp einen Medaillengewinn verpasste. Vier Jahre darauf in Seoul wurde sie im Einzel Neunte. Mit der Mannschaft erreichte sie das Finale gegen Deutschland, das mit 4:9 verloren wurde, und erhielt somit gemeinsam mit Francesca Bortolozzi, Annapia Gandolfi, Lucia Traversa und Dorina Vaccaroni die Silbermedaille. Noch erfolgreicher verliefen die Olympischen Spiele 1992 in Barcelona, als sie erneut mit der Mannschaft ins Finale einzog, in dem die deutsche Equipe dieses Mal mit 9:6 besiegt wurde. Neben Diana Bianchedi, Francesca Bortolozzi, Giovanna Trillini und Dorina Vaccaroni wurde Zalaffi Olympiasiegerin. Die Einzelkonkurrenz beendete sie auf dem fünften Rang. Bei den Olympischen Spielen 1996 in Atlanta trat sie mit dem Degen an und erreichte im Einzel sogleich das Halbfinale. Dort unterlag sie Valérie Barlois mit 6:15 und auch im Gefecht um Bronze gegen Gyöngyi Szalay-Horváth hatte sie mit 13:15 das Nachsehen. In der Mannschaftskonkurrenz erreichte sie gemeinsam mit Elisa Uga und Laura Chiesa nach Siegen gegen Estland und Ungarn abermals das Finale, in dem sich Frankreich mit 45:33 durchsetzte. In Sydney wurde sie bei den Olympischen Spielen 2000 im Einzel Siebte.